# Административно-переписное деление Альберты
С административной точки зрения Альберта делится только на единицы муниципального уровня (города, деревни, сельские муниципалитеты и др.), соответствующие переписным подрайонам. Последние объединяются в 19 переписных районов. Кроме того существует неофициальное деление на 6 областей. Наконец внутри муниципальных единиц существует большое количество (как правило, небольших) населённых пунктов, не обладающих муниципальным статусом (включая зоны городского обслуживания, хутора и один «таунсайт»).

## Области Альберты
Неофициально Альберта делится на областей, в некоторых из которых при этом ещё выделяются меньшие подобласти.
- Северная Альберта (Northern Alberta)
  - область Пис-Ривер (Peace River Country)
- Скалистые горы Альберты (Alberta’s Rockies)
- Южная Альберта (Southern Alberta)
  - Сайпресс-Хиллс (Cypress Hills)
  - Паллисерс-Трайангл (Palliser’s Triangle)
- Калгари (Calgary Region)
- Столичная область Эдмонтон (Edmonton Capital Region)
- Центральная Альберта (Central Alberta)
  - Коридор Калгари-Эдмонтон (Calgary-Edmonton Corridor)

## Переписное деление Альберты
Все муниципальные единицы за исключением поселений метисов являются переписными подрайонами. Все они объединяются в 19 переписных районов:
- 1
- 2
- 3
- 4
- 5
- 6
- 7
- 8
- 9
- 10
- 11
- 12
- 13
- 14
- 15
- 16
- 17
- 18
- 19

Помимо этого некоторые муниципальные единицы для удобства исчисления объединяются в 2 переписных столичных области (Эдмонтон и Калгари; census metropolitan areas / CMA) и 12 переписных агломераций (census agglomerations / CA). Столичные области включают крупные городские центры и окружающие их переписные подрайоны. Переписные агломерации также включают крупные городские центры и иногда окружающие их переписные подрайоны.

## Муниципальное деление Альберты
В Альберте существует 453 муниципальных единиц (МЕ), которые делятся на 10 типов:
- поселенные («городские») муниципальные единицы: крупный город, малый город, деревня, дачный посёлок;
- сельские муниципальные единицы: муниципальный округ/графство, особый район, природоохранный округ;
- смешанные муниципальные единицы: специализированный муниципалитет;
- аборигенные муниципальные единицы: индейские резервации, индейские поселения, поселения метисов.

Все муниципальные единицы имеют специальный статус (являются incorporated) и управляются местными жителями через выборные органы власти, за исключением природоохранных округов (Improvement district, управляются федеральным или провинциальным правительством) и индейских резерваций (управляются местными индейскими организациями, находящимися в федеральной юрисдикции).
В отличие от других регионов Канады практически все территории муниципального уровня в Альберте являются статусными и в ней нет невключённых территорий.
| Тип муниципальной единицы        | Тип муниципальной единицы | Тип муниципальной единицы                | Количество | Средние показатели (2006) | Средние показатели (2006) | Средние показатели (2006) | Суммарно (2006) | Суммарно (2006) | Суммарно (2006) | Суммарно (2006) |  |
| Рус.                             | Сокр.                     | Англ./франц.                             | Количество | Население                 | Площадь                   | Плотность                 | Площадь         | %               | Население       | %               |  |
| -------------------------------- | ------------------------- | ---------------------------------------- | ---------- | ------------------------- | ------------------------- | ------------------------- | --------------- | --------------- | --------------- | --------------- |  |
| Крупный город (Сити)             | C                         | City / Cité                              | 17         | 136613                    | 131                       | 769                       | 2104            | 0,3 %           | 2185805         | 66 %            |  |
| Малый город (таун)               | T                         | Town / Ville                             | 108        | 3818                      | 10                        | 441                       | 1129            | 0,2 %           | 416141          | 13 %            |  |
| Деревня                          | VL                        | Village                                  | 101        | 400                       | 2                         | 292                       | 156             | 0,02 %          | 40429           | 1 %             |  |
| Дачный посёлок                   | SV                        | Summer village                           | 51         | 121                       | 1                         | 191                       | 41              | 0,01 %          | 6164            | 0,2 %           |  |
| Специализированный муниципалитет | SM                        | Specialized municipality                 | 5          | 30805                     | 29261                     | 18                        | 146305          | 23 %            | 154023          | 5 %             |  |
| Муниципальный округ (графство)   | MD                        | Municipal district                       | 64         | 6297                      | 6862                      | 1,85                      | 403010          | 63 %            | 439 159         | 13 %            |  |
| Особый район                     | SA                        | Special area                             | 3          | 1576                      | 6790                      | 0,2                       | 20 370          | 3 %             | 4729            | 0,1 %           |  |
| Природоохранный округ            | ID                        | Improvement district                     | 7          | 285                       | 8550                      | 0,09                      | 59850           | 9 %             | 1994            | 0,1 %           |  |
| Индейская резервация             | IRI                       | Indian reserve / Réserve indienne        | 93         | 454                       | 76                        | 18                        | 7058            | 1,1 %           | 41307           | 1 %             |  |
| Индейское поселение              | S-É                       | Indian settlement / Établissement indien | 4          | 200                       | 6                         | 39                        | 22              | 0,00 %          | 599             | 0,02 %          |  |
| Поселение метисов                | —                         | Metis settlement                         | 8          |                           |                           |                           |                 |                 |                 |                 |  |
| Всего                            | Всего                     | Всего                                    | 480        | 173176                    | 33687                     | 5                         | 640 045         | 100 %           | 3290350         | 100 %           |  |

### Поселенные («городские») муниципальные единицы
Поселенные («городские») муниципальные единицы (ПМЕ; urban municipalities) образованы на основе отдельного поселения: города или деревни. В целом они близки аналогичным муниципальные единицы в других частях Канады. Для ПМЕ характерны относительно малая площадь (в среднем по Альберте около 36 км²) и достаточно высокая плотность населения (в среднем по Альберте около 400 чел/км²), хотя эти показатели сильно варьируют в зависимости от типа поселения.
В Альберте выделяются следующие типы ПМЕ:
- Крупный город (сити; City; C) — всего 16.
- Малый город (таун; Town; T) — всего 111.
- Деревня (Village, VL) — всего 101.
- Дачный посёлок (Summer village; SV) — всего 51.

Хотя ПМЕ занимают в целом чуть больше 0,5 % площади провинции, на них приходится 80 % населения.
Как и в других провинциях и территориях в Альберте существуют фиксированные критерии для возможности получения того или иного муниципального статуса. Населённый пункт может претендовать на статус:
- крупного города, если его население превышает или равно 10 000 чел. и большинство зданий расположено на участках земли площадью менее 1850 м²;
- малого города, если его население превышает или равно 1000 чел. и большинство зданий также расположено на участках земли площадью менее 1850 м²;
- деревни, если его население достигает 300 чел. и большинство зданий также расположено на участках земли площадью менее 1850 м²;
- дачного посёлка, если на его территории расположено не менее 60 участков земли с жилыми строениями, его постоянное население меньше 300 чел., из которых большинство не являются постоянными жителями данной местности. Однако с 1995 года возможность создания новых дачных посёлков отменена.

При этом после получения статуса он не снимается автоматически при снижении численности населения ниже установленной планки. Для снятия статуса нужно заявление муниципального совета.

### Сельские муниципальные единицы
Сельские муниципальные единицы (СМЕ; rural municipality) создаются в сельской местности после выделения в отдельные муниципальные единицы относительно крупных населённых пунктов (городов, деревень).
Для СМЕ характерна относительно малая плотность населения (в среднем по Альберте около 1 чел/км²) при достаточно большой площади (в среднем по Альберте свыше 6500 км²), хотя эти показатели сильно варьируют в зависимости от муниципального типа.
В Альберте выделяются следующие типы СМЕ:
- Муниципальный округ/графство (Municipal district/ County; MD/CM) — всего 64 в Альберте.
- Особый район (Special area; SA) — всего 3.
- Природоохранный округ (Improvement district; ID) — всего 7.

Хотя СМЕ занимают в целом чуть больше 75 % площади провинции, на них приходится всего 14 % населения.

#### Муниципальные округа/графства
Муниципальный округ (МО, Municipal district/ County; M.D.) — наиболее распространённый тип сельских муниципальных единиц в Альберте. Хотя в официальных названиях этих округов присутствует либо M.D., либо County, эти названия синонимичны и все относятся к одному типу, а разница в названиях не несёт сейчас никакой юридической нагрузки (хотя до отмены Акта о графствах (County Act) в 1995 году графство было отдельным типом муниципальной единицы в Альберте). Каждый округ сам может выбрать какое из слов будет использоваться в его названии. Более того, в последние годы многие округа меняют в своём названии M.D. на County. Так, если по переписи 2006 года было 36 муниципальных округов и 28 графств (County (municipality)/CM в результатах переписи), то в 2010 году уже 46 округов назывались County, и лишь 18 — M.D. Среди причин такой тенденции называют то, что термин «county»:
- более узнаваем для широкой публики;
- выглядит более современно и прогрессивно;
- лучше отвечает требованиям рынка с точки зрения экономического развития.

Последним округом, который официально заменил в своём названии «M.D.» на «county», является М. О. Нортерн-Лайтс № 22, который 3 февраля 2010 года стал графством Нортерн-Лайтс.
Согласно статье 78 Акта о муниципальном управлении (ЗМУ, Municipal Government Act) муниципальным округом является территория:
- большинство жилых зданий которой расположено на участках земли площадью не менее 1850 м²;
- численность населения которой не менее 1000 человек[2].

Муниципальные округа представляют собой в основном сельские территории с редкими фермами, хуторами и другими небольшими поселениями, не обладающими собственным муниципальным статусом.
Средняя численность населения МО составляет 6982 чел., однако в отдельных округах она может сильно отличаться от этой цифры. Так самым густонаселённым и самым малонаселённым округами являются Графство Роки-Вью и М. О. Ранчленд № 66 с населением 34.597 и 86 соответственно (2009 год).
Всеми муниципальными округами управляют в общей сложности 439 выборных чиновников: 7 мэров, 57 председателей (reeve) и 375 советников (councillor) .

#### Особые районы
Особые районы (ОР, специальные территории; Special area; SA) — это особые сельские муниципальные единицы, близкие по площади муниципальным округам, однако гораздо менее населённые (плотность 0,2 чел/км²). В них в отличие от МО выборные советы (advisory councils) курируются тремя представителями, назначаемыми провинциальными властями и подчиняющимися напрямую Министерству муниципальных дел Альберты (Alberta Municipal Affairs) .
Три особых района были созданы в 1938 году на основании Акта об особых районах (Special Areas Act) для оптимизации решения трудностей в этом регионе, вызванных засухой в 1930-х годах. Все три особых района расположены компактно на юго-востоке Альберты на границе с Саскачеваном. Согласно переписному делению они образуют 4-й переписной район вместе с муниципальным округом Акадия № 34.
| Особые районы Альберты | Особые районы Альберты | Особые районы Альберты | Особые районы Альберты | Особые районы Альберты | Особые районы Альберты | Особые районы Альберты |
| Название               | Название               | Население              | Население              | Число жилищ            | Площадь                | Плотность, чел/км²     |
| Рус.                   | Англ.                  | (2001)                 | (2006)                 | Число жилищ            | Площадь                | Плотность, чел/км²     |
| ---------------------- | ---------------------- | ---------------------- | ---------------------- | ---------------------- | ---------------------- | ---------------------- |
| Особый район № 2       | Special Area No. 2     | 2331                   | 2074                   | 775                    | 9342,59                | 0,2                    |
| Особый район № 3       | Special Area No. 3     | 1469                   | 1266                   | 481                    | 6623,96                | 0,2                    |
| Особый район № 4       | Special Area No. 4     | 1514                   | 1389                   | 493                    | 4403,23                | 0,3                    |

Анализ данных предыдущих переписей Канады показывает, что в Альберте никогда не существовало ещё одного особого района с № 1. При этом остаётся неизвестным почему особые районы пронумерованы со 2-й по 4-ю, а не с 1-й по 3-ю.
Особые районы управляются Управлением специальных территорий (Special Areas Board) на основании положений Акта об особых районах (Special Areas Act). Всего в трёх ОР проживало 4729 чел. (2006, перепись), что составляло лишь 0,1 % населения всей Альберты.
Особые районы не следует путать со специализированными муниципалитетами (specialized municipality, см. ниже), которые имеют совершенно иной муниципальный статус.

#### Природоохранные округа
Природоохранный округ (ПО; Improvement district (ID), букв. «округ улучшения») в Альберте — это муниципальные единицы, созданные специально для управления природоохраняемыми территориями на муниципальном уровне. Всего в Альберте их семь. Пять из них соответствуют национальным паркам (федерального уровня), два — провинциальным паркам.
| Название                                     | Название                                        | Природоохраняемый объект | Население | Население | Число жилищ | Площадь, 2006 | Плотность, чел/км² |
| Рус.                                         | Англ.                                           | Природоохраняемый объект | 2001      | 2006      | Число жилищ | Площадь, 2006 | Плотность, чел/км² |
| -------------------------------------------- | ----------------------------------------------- | ------------------------ | --------- | --------- | ----------- | ------------- | ------------------ |
| Природоохранный округ № 4 Уотертон           | Improvement District No. 4 Waterton             | НП Уотертон-Лейкс        | 155       | 160       | 167         | 480,58        | 0,333              |
| Природоохранный округ № 9 Банф               | Improvement District No. 9 Banff                | НП Банф                  | 1497      | 938       | 255         | 6 782,26      | 0,138              |
| Природоохранный округ № 12 Джаспер           | Improvement District No. 12 Jasper              | НП Джаспер               | 49        | 24        | 7           | 10 181,58     | 0,002              |
| Природоохранный округ № 13 Элк-Айленд        | Improvement District No. 13 Elk Island          | НП Элк-Айленд            | 27        | 21        | 8           | 165,28        | 0,127              |
| Природоохранный округ № 24 Вуд-Баффало       | Improvement District No. 24 Wood Buffalo        | НП Вуд-Баффало           | 369       | 422       | 104         | 33 424,50     | 0,013              |
| Природоохранный округ № 25 Уилмор-Уилдернесс | Improvement District No. 25 Willmore Wilderness | ПП Уилмор-Уилдернесс     | 0         | 0         | 0           | 4 604,97      | 0                  |
| Природоохранный округ Кананаскис             | Kananaskis Improvement District                 | несколько пров. парков   | 462       | 429       | 183         | 4 210,72      | 0,102              |
| Всего                                        | Всего                                           | Всего                    | 1062      | 1994      | 724         | 59 850        | 0,102              |

Провинциальное и федеральное правительства несут основную ответственность за управление ПО, за исключением функционирования школ. Правительство провинции через Министерство муниципальных дел Альберты (ММДА; Alberta Municipal Affairs) отвечает за функционирование местного управления в ПО, включая сбор налогов. Жители каждого ПО могут выбрать своих представителей, утверждаемых затем главой ММДА, в консультативный совет, помогающий в управлении данным округом. В настоящее время такие советы созданы для двух округов, в каждый из них выбрано по 5 человек. Хотя формальная власть остаётся у Министерства муниципальных дел, реальные полномочия и ответственность делегированы консультативным советам.

### Смешанные муниципальные единицы
Специализированные муниципалитеты (СМ; Specialized municipalities of Alberta, SM) — особые муниципальные образования в Альберте, в которых могут сосуществовать городские и сельские населённые пункты, управляемые одним муниципальным правительством. Другая их особенность в том, что они могут быть образованы без обращения к специальным законодательным актам (в отличие, например, от тех же специальных территорий, для которых существует особый Special Areas Act). При этом специализированные муниципалитеты — это такие муниципалитеты, которые по своему устройству/природе не подходят ни под один существующий (в Альберте) тип муниципальных единиц.
Число специализированных муниципалитетов постепенно растёт. Во время переписи 2001 года их было три, а сейчас уже пять. При этом в названиях СМ термин «специализированный муниципалитет» отсутствует. Один из них имеет уникальное название «региональный муниципалитет», два называются «графствами», ещё два — просто «муниципалитетами».
| Рус. название                          | Англ. название                         | Дата присвоения статуса | Размер совета | Область                    | Площадь (км², 2008) | Население | Год  | Причина присвоения статуса СМ |
| -------------------------------------- | -------------------------------------- | ----------------------- | ------------- | -------------------------- | ------------------- | --------- | ---- | --- |
| муниципалитет Кроуснест-Пасс           | Crowsnest Pass, Municipality of        | 16.01.2008              | 7             | Южная Альберта             | 194                 | 5749      | 2006 | Никакой особой причины в приказе не указано. |
| муниципалитет Джаспер                  | Jasper, Municipality of                | 20.07.2001              | 7             | Скалистые горы Альберты    | 736                 | 4745      | 2008 | Для обеспечения уникальных нужд населения данного муниципалитета.                                                                                         |
| графство Маккензи                      | Mackenzie County                       | 23.06.1999              | 10            | Северная Альберта          | 77616               | 10002     | 2006 | Для обеспечения адекватного муниципального управления в графстве, в котором много уникальных населённых пунктов расположено на очень большой территории.  |
| графство Страткона                     | Strathcona County                      | 1.01.1996               | 9             | Столичная область Эдмонтон | 1213                | 87998     | 2009 | Для обеспечения уникальных нужд населения данного муниципалитета, в котором большой город соседствует со значительными сельской территорией и населением. |
| региональный муниципалитет Вуд-Баффало | Wood Buffalo, Regional Municipality of | 1.04.1995               | 11            | Северная Альберта          | 68454               | 89950     | 2007 | Для обеспечения уникальных нужд населения данного муниципалитета, в котором расположены большой город и значительные редконаселённые сельские территории. |
| Всего                                  | Всего                                  | Всего                   | 44            |                            | 148213              | 198444    |      | |

В соответствии с разделом 83 Закона о муниципальном управлении (ЗМУ, Municipal Government Act) статус специализированного муниципалитета может быть присвоен согласно одному из следующих трёх сценариев:
- когда глава Министерства муниципальных дел Альберты (ММДА) убеждён, что статус других возможных муниципальных единиц, предусмотренных в ЗМУ, не отвечает нуждам местного населения;
- для образования местного правительства, которое, по мнению главы ММДА, будет способствовать более планомерному развитию муниципалитета сообразно МЕ других статусов;
- или в любых других обстоятельствах, которые будут сочтены подходящими главой ММДА [2].

## Аборигенные муниципальные единицы

### Индейские резервации и поселения
В Альберте насчитывается 93 индейские резервации (Indian reserve / IRI) и 4 индейских поселения (Indian settlement / S-É). Все они кроме двух небольших резерваций и одного поселения заселены. Общее население составляет 41 906 чел. (2006, перепись), площадь — 7080 км², средняя плотность — 5,9 чел/км².
Индейские резервации не входят в состав муниципальных единиц и управляются местными индейскими организациями (First Nations), находящимися в федеральной юрисдикции.

### Поселения метисов
Поселения метисов в Альберте (Métis settlements) — особый тип сельских муниципальных единиц, населённых метисами — членами Организации метисов Альберты (Alberta’s Métis Nation), основанной в 1936 году согласно Акту о улучшении населения метисов (en:Métis Population Betterment Act) .
В настоящее время в Альберте имеется 8 метисских поселений, расположенных на севере провинции. Совокупное население всех 8 поселений составляло 7990 человек в 2009 году.

## Населённые пункты, не обладающие муниципальным статусом
Помимо населённых пунктов, образующих собственные муниципальные единицы, в сельских районах Альберты есть немало населённых пунктов разного размера, не имеющих собственного статуса. Среди них выделяются зоны городского обслуживания (urban services areas), хутора (hamlets), просто селения без статуса (unincorporated communities) и единственный город в резервации (таунсайт, townsite). Практически все они входят в муниципальные округа или специализированные муниципалитеты и управляются их советами.